# Duki

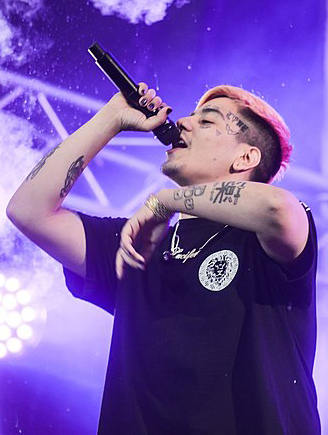
Duki

Mauro Ezequiel Lombardo (n. 24 iunie 1996, Almagro⁠(d), Buenos Aires, Argentina), cunoscut cu numele de scenă Duki, este un rapper argentinian.

## Biografie
Și deja după 2017 și mai departe, „Rip Duki” în domeniul Freestyle argentinian a fost confirmat, deoarece a început să înregistreze primele sale melodii trap din punct de vedere comercial, prin semnarea unui contract cu compania de discuri MUEVA RECORDS regizată de producătorul Omar Varela. 